# Cotton Factory Club
Cotton Factory Club – etiopski klub piłkarski z siedzibą w Dire Daua działający w latach 1936–2000.

## Historia
Klub został założony w 1936 roku w Dire Dawa i był związany z wytwórnią bawełny z Dire Dawa, w czasie, gdy Etiopia był częścią włoskiej Afryki Wschodniej. 
Od momentu powstania mistrzostw Etiopii w piłce nożnej zespół wygrał pięć turniejów i uczestniczył w pierwszej edycji Pucharu Mistrzów Afryki w 1964 roku, gdzie w półfinale przegrał z Stade Malien Bamako.
W 2000 roku został rozwiązany po spadku z 1. dywizji w sezonie 1999/00.

## Sukcesy

### Trofea międzynarodowe
- Puchar Mistrzów Afryki:
  - półfinalista: 1964

### Trofea krajowe
| \| \| Zdobyte trofea w rozgrywkach Etiopii (stan na: 31-05-2014) \| |                                                            |      |                              |
| Rozgrywki                                                           | Osiągnięcie                                                | Razy | Sezon(y)                     |
| Mistrzostwo                                                         | I miejsce                                                  | 5    | 1960, 1962, 1963, 1965, 1983 |
| Mistrzostwo                                                         | II miejsce                                                 | ?    |                              |
| Mistrzostwo                                                         | III miejsce                                                | ?    |                              |
| Puchar                                                              | zdobywca                                                   | 0    |                              |
| Puchar                                                              | finalista                                                  | 0    |                              |
| II liga                                                             | I miejsce                                                  | 0    |                              |
| II liga                                                             | II miejsce                                                 | 0    |                              |
| II liga                                                             | III miejsce                                                | 0    |                              |
| Etiopia                                                             | Zdobyte trofea w rozgrywkach Etiopii (stan na: 31-05-2014) |      |                              |

## Stadion
Klub rozgrywał swoje mecze domowe na stadionie Dire Dawa Stadium w Dire Dawa, który może pomieścić 18,000 widzów.